# 小行星4451
小行星4451（英語：4451 Grieve）是一颗围绕太阳公转的小行星。1988年5月9日，卡罗琳·舒梅克在帕洛马山发现了此天体。
这颗小行星的绝对星等为109.9793976036624等。